# Hypsophrys nicaraguensis
Hypsophrys nicaraguensis és una espècie de peix de la família dels cíclids i de l'ordre dels perciformes.

## Morfologia
- Els mascles poden assolir 16,5 cm de longitud total i les femelles 20.[1][2]

## Hàbitat
És una espècie de clima tropical entre 23 °C-36 °C de temperatura.

## Distribució geogràfica
Es troba al vessant atlàntic de Centreamèrica: des del riu San Juan fins al riu Matina (Costa Rica), incloent-hi el llac Nicaragua.